# Kế hoạch Morgenthau

Bản đồ phân chia nước Đức theo Kế hoạch Morgenthau

Kế hoạch Morgenthau là một đề xuất nhằm loại bỏ khả năng tiến hành chiến tranh của Đức sau Thế chiến II bằng cách thủ tiêu ngành công nghiệp vũ khí của nước này và tước đoạt hoặc phá hủy các ngành công nghiệp chủ chốt khác làm nền tảng cơ bản cho sức mạnh quân sự. Điều này bao gồm việc loại bỏ hoặc phá hủy tất cả các nhà máy và thiết bị công nghiệp ở Ruhr. Kế hoạch này lần đầu tiên do chính Bộ trưởng Tài chính Hoa Kỳ Henry Morgenthau Jr. kiến nghị trong một bản ghi nhớ năm 1944 mang tênSuggested Post-Surrender Program for Germany (Chương trình sau đầu hàng gợi ý dành cho nước Đức).
Trong khi Kế hoạch Morgenthau để lại một số ảnh hưởng cho đến ngày 10 tháng 7 năm 1947 (thông qua JCS 1779) đối với kế hoạch chiếm đóng nước Đức của Đồng Minh, nó đã không được thông qua. Các chính sách chiếm đóng của nước Mỹ nhằm "giải trừ vũ khí công nghiệp", nhưng ẩn chứa một số "kẽ hở" có chủ ý, hạn chế bất kỳ hành động nào đối với các biện pháp quân sự ngắn hạn và ngăn chặn việc phá hủy quy mô lớn các mỏ và nhà máy công nghiệp, trao quyền quyết định trên phạm vi rộng cho thống đốc quân sự và đối thủ của Morgenthau tại Bộ Chiến tranh. Một cuộc điều tra của Herbert Hoover kết luận rằng kế hoạch này sẽ khiến 25 triệu người Đức chết đói. Từ năm 1947, các chính sách của Hoa Kỳ nhằm mục đích khôi phục một "nước Đức ổn định và hiệu quả" và ngay sau đó được nối tiếp bởi Kế hoạch Marshall.
Khi Kế hoạch Morgenthau được báo chí Mỹ đăng tải vào tháng 9 năm 1944, chính phủ Đức đã nắm giữ tin này ngay lập tức và sử dụng chúng như một phần của những nỗ lực tuyên truyền trong bảy tháng cuối cùng của cuộc chiến ở châu Âu nhằm thuyết phục người Đức tiếp tục chiến đấu.